# 2009 w sportach paraolimpijskich
2009 w sportach paraolimpijskich opisuje terminarz zawodów w sportach paraolimpijskich w 2009 roku.

## Styczeń
- Narciarstwo klasyczne
  - 23 stycznia – 1 lutego

Mistrzostwa Świata w Narciarstwie Klasycznym Osób Niepełnosprawnych 2009 –  Vuokatti
- Tenis na wózkach
  - 18 stycznia – 31 stycznia

Australian Open –  Melbourne

## Luty
- Narciarstwo alpejskie
  - 20 lutego – 1 marca

Mistrzostwa Świata w narciarstwie alpejskim osób niepełnosprawnych 2009 –  Korea Południowa
- Curling na wózkach
  - 21 lutego – 28 lutego

Mistrzostwa Świata w Curlingu na Wózkach 2009 –  Vancouver

## Marzec
- Hokej na lodzie na siedząco
  - 15 marca – 21 marca

Mistrzostwa Świata w hokeju na lodzie na siedząco 2009 (grupa B) –  Eindhoven

## Maj
- Hokej na lodzie na siedząco
  - 5 maja – 16 maja

Mistrzostwa Świata w hokeju na lodzie na siedząco 2009 (elita) –  Ostrawa
- Tenis na wózkach
  - 24 maja – 7 czerwca

French Open –  Paryż
- Lekkoatletyka /  pływanie /  Kolarstwo torowe /  Koszykówka na wózkach
  - 20 maja – 25 maja

Paraolimpijski Puchar Świata 2009 –  Manchester

## Czerwiec
- Tenis na wózkach
  - 22 czerwca – 5 lipca

Wimbledon –  Londyn

## Sierpień
- Łucznictwo
  - 15 sierpnia – 24 sierpnia

Mistrzostwa Świata w Łucznictwie osób niepełnosprawnych 2009 –  Nymburk

## Październik
- Żeglarstwo
  - 11 października – 18 października

Mistrzostwa Świata w Żeglarswtwie osób niepełnosprawnych 2009 –  Ateny

## Listopad
- pływanie
  - 29 listopada – 5 grudnia

Mistrzostwa Świata w Pływaniu osób niepełnosprawnych na basenie 25 metrowym 2009 –  Rio de Janeiro

## Grudzień
- Podnoszenie ciężarów
  - 13 grudnia – 19 grudnia

Mistrzostwa Europy w Podnoszeniu ciężarów osób niepełnosprawnych 2009 –  Bonn